# 卡特琳娜·约翰逊-汤普森
卡特琳娜·玛丽·约翰逊-汤普森，MBE（英語：Katarina Mary Johnson-Thompson，1993年1月9日—）是一名英格兰七项全能运动员。她在2019年世界田径锦标赛女子七项全能项目上以6981分破英国纪录的成绩获得金牌。她也曾在2018年世界室内田径锦标赛上获得女子五项全能的金牌。